# Herbeso

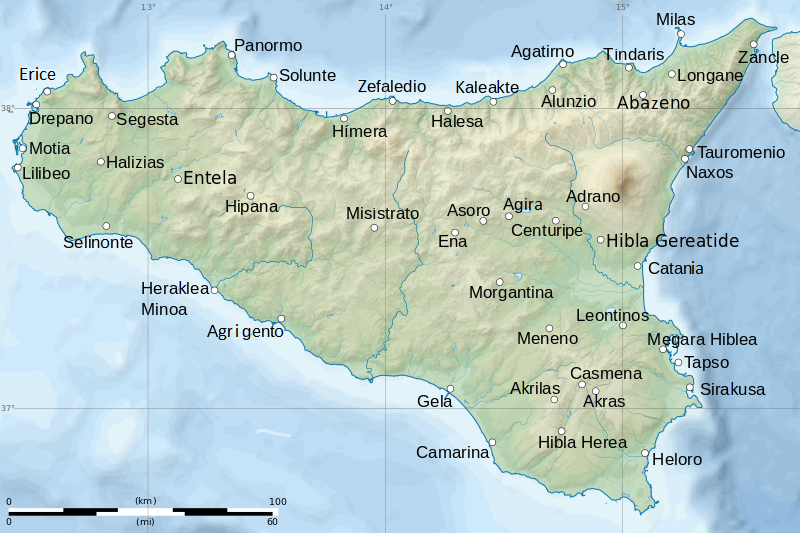
Mapa de la ciudad de Herbeso, antigua Sicilia.

Herbeso (en griego, Ἑρβήσσος o Ἑρβήσος) es el nombre de una antigua ciudad de Sicilia.
En el 404 a. C. fue asediada por tropas del tirano Dionisio I de Siracusa, en su pretensión de someter las ciudades del interior de Sicilia que pertenecían a los sículos. Sin embargo, cuando los hombres que formaban parte de la expedición contra Herbeso se vieron en posesión de las armas que se les habían confiado, se rebelaron contra Dionisio. Más tarde Dionisio de Siracusa firmó un tratado de paz con Herbeso, al igual que con otras ciudades sicilianas, en el 396/5 a. C.
No vuelve a ser mencionada hasta tiempos de Agatocles cuando fue ocupada por éste, quien dejó allí una guarnición que fue expulsada el 309 a. C. cuando el tirano estaba en África. La ciudad se alió con Jenódico de Agrigento contra Agatocles.
Es citada por Polibio como el lugar donde los romanos, durante el asedio que realizaban a Agrigento en la primera guerra púnica, utilizaban como depósito de suministros, por encontrarse no muy distante de la población asediada.
En la segunda guerra púnica es mencionada como el lugar donde se refugiaron Hipócrates y Epícides cuando huyeron de Leontinos; la fuerza siracusana enviada contra ellos fue convencida de desertar y finalmente la ciudad se alió con Cartago, pero fue conquistada por Marco Claudio Marcelo.
Bajo dominio de la República romana fue puesta bajo la dependencia de Siracusa y no es mencionada por los autores clásicos hasta Plinio el Viejo, que la menciona como una ciudad separada del interior de la isla. También Claudio Ptolomeo la sitúa en el interior. Tito Livio dice que estaba en el interior, no lejos de Leontinos. 
Se conservan monedas de Herbeso de aproximadamente el año 325 a. C. con la inscripción «ΕΡΒΗΣΣΙΝΩΝ». Se desconoce su localización exacta, aunque se ha sugerido que debió estar situada en la montaña de Marzo. También se ha propuesto como emplazamiento la actual Pantalica, al otro lado de Sortino, a unos 30 km de Siracusa.